# Jagdstaffel 44
Jagdstaffel 44 (Königlich Sächsische Jagdstaffel Nr. 44, Jasta 44s) – jednostka lotnictwa niemieckiego Luftstreitkräfte z okresu I wojny światowej.

## Informacje ogólne
Jednostka została utworzona 11 grudnia 1917 roku we Fliegerersatz Abteilung Nr. 6 w Grossenhain.
Pierwszym dowódcą eskadry został ppor. Max Raste z Jasta 21. Zdolność operacyjną osiągnęła 23 grudnia 1917 roku, a następnie została skierowana pod dowództwo 3 Armii i ulokowana na lotnisku polowym w Leiffincourt. Od kwietnia 1918 roku została włączona w skład dowodzonej przez Heinricha Krolla Jagdgruppe 12, która operowała na terytorium dowodzonym przez 18 Armię. 19 października została skierowana na lotnisko polowe w Donstiennes, gdzie stacjonowała do końca wojny.
Eskadra walczyła między innymi na samolotach Albatros D.V, Fokker Dr.I i Fokker D.VII.
Jasta 44 w całym okresie wojny odniosła ponad 19 zwycięstw nad samolotami nieprzyjaciela. W okresie od grudnia 1917 do listopada 1918 roku jej straty wynosiły 2 zabitych w walce, 2 rannych, 2 w niewoli, jeden ranny w wypadku lotniczym..
Łącznie przez jej personel przeszło 2 asów myśliwskich:
Paul Lotz (6), Bernard Bartels (1).

## Dowódcy Eskadry
| Stopień   | Nazwisko    | Okres                   |
| --------- | ----------- | ----------------------- |
| Porucznik | Max Raspe   | 11.12.1917 – 10.06.1918 |
| Porucznik | Paul Lotz   | 10.06.1918 – 23.10.1918 |
| Porucznik | von Borries | 23.10.1918 – 11.11.1918 |